# Баман, Ангелика
Анге́лика Ба́ман (нем. Angelika Bahmann; род. 1 апреля 1952, Плауэн, Саксония) — бывшая спортсменка ГДР в слалом каноэ, тренер, выступала на соревнованиях по гребле на байдарках и каноэ в 1970-х годах.

## Спортивные достижения
Ангелика Баман завоевала золотую медаль в дисциплине К-1 (байдарка-одиночка) на летних Олимпийских играх 1972 в Мюнхене.
Баман также завоевала шесть медалей на чемпионатах мира по гребному слалому, организованных Международной федерацией каноэ, включая три золотые медали (дисциплина К-1: 1971, 1977; К-1 команда: 1971), две серебряных (К-1 команда: 1975, 1977) и бронзовую медаль (К-1: 1975). По окончании спортивной карьеры работала физиотерапевтом в Оберхофе.
В конце 1990-х — 2000-х годах Ангелика Баман со своим сыном Кристианом принимала участие в соревнованиях по слалом каноэ в Германии.

## Награды
- Орден «За заслуги перед Отечеством», бронза (1971)
- Орден «За заслуги перед Отечеством», серебро (1972)